# Giovanni de Foresta
Giovanni De Foresta (Villafranca Marittima, 29 agosto 1799 – Bologna, 14 febbraio 1872) è stato un magistrato, avvocato e politico italiano.

## Biografia
Discendente da una famiglia originaria di Diano Marina, insediata a Nizza dal XV secolo, si laurea in giurisprudenza nel 1822 e nello stesso anno intraprende la carriera giudiziaria come assessore aggiunto al tribunale della sua città. Tale incarico dura però pochi mesi. Date le dimissioni si dedica alla professione forense guadagnandosi una buona reputazione nel ramo civile. Liberale di orientamento moderato nel 1848 viene eletto deputato nel primo collegio cittadino e alla camera sarda si schiera nella pattuglia dei sostenitori di Cavour. 
Gregario fedele della sua corrente, definito debole di carattere dai suoi contemporanei e mero esecutore di disposizioni superiori, col tempo diventa uno degli uomini di fiducia dello statista piemontese, al punto che nel 1851 lo fa nominare Ministro di grazia e giustizia nel primo governo di Massimo d'Azeglio. Il suo primo mandato da ministro guardasigilli è dedicato principalmente al disbrigo degli affari correnti, in modo particolare all'applicazione della e ad alcune riforme dell'apparato giudiziario e sull'istruzione dei processi penali e degli arresti. Ai primi del 1852 si trova alle prese con le restrizioni alla libertà di stampa richieste al governo dal corpo diplomatico per frenare le non infrequenti offese ai sovrani stranieri lanciate dai giornali di orientamento "sovversivo"; per venire incontro alle richieste presenta al parlamento una modifica del codice penale che introduce la perseguibilità d'ufficio del relativo reato (vilipendio di capo di stato straniero), accolta con molte riserve ma che viene alla fine approvata col sostegno determinate dei conservatori e dei clericali. 
L'approvazione ha tuttavia bisogno anche dei voti della sinistra di Urbano Rattazzi, che decide di rinunciare all'opposizione al provvedimento ed ottiene in cambio la sua rimozione. Il suo ulteriore progetto di introduzione del codice di procedura civile lo porta avanti dal suo seggio di deputato, dal quale si batte con energia anche contro alcuni provvedimenti in materia di norme doganali tra Regno di Sardegna e Francia (tra le quali la soppressione del porto franco di Nizza) che a suo avviso avrebbero alimentato il separatismo anti-italiano già forte nella città. La sua ulteriore attività parlamentare è dedicata con scarso rilievo a questioni procedurali relative all'introduzione del matrimonio civile e alla soppressione di alcune comunità religiose, sostenendo la politica "cavouriana" di libera chiesa in libero stato. 
La sua grande occasione si presenta quando, nel 1855, esplode la crisi istituzionale che prende il nome dall'arcivescovo di Milano e senatore Luigi Nazari di Calabiana. La legge sui conventi, che prevede la soppressione nel Regno di Sardegna di tutte le corporazioni religiose ad eccezione di quelle che fanno capo alle Suore di Carità e alle Suore di San Giuseppe, dedite all'assistenza dei malati e all'istruzione, costringe il primo governo Cavour alle dimissioni. Stante l'impossibilità di formare una maggioranza alternativa il Re è costretto a confermare Cavour alla guida dell'esecutivo, che al posto di Urbano Rattazzi chiama il De Foresta, nominato senatore l'anno precedente, al Ministero di grazia e giustizia. Il secondo mandato ministeriale si rivela tuttavia defilato quanto il precedente, con una sola occasione di notorietà a seguito dell'attentato di Felice Orsini contro Napoleone III di Francia, che provoca 12 morti e 156 feriti. La legge sulle pene contro gli attentatori e i cospiratori a danno di capi di stato stranieri e contro l'apologia di tali eventi, voluta anzitutto per compiacere l'alleato francese e placare l'opinione pubblica d'oltralpe, viene contestata dalle opposizioni come una imposizione straniera negli affari interni dello stato, e spetta a De Foresta dimostrare che sul piano giuridico non esiste alcuna prevaricazione francese e rabbonire le sinistre con una serie di modifiche sulle modalità di composizione delle giurie nei relativi processi. È stato altresì protagonista della minoritaria battaglia parlamentare contro la cessione di Nizza alla Francia, dopo la quale opta per la cittadinanza italiana, il titolo nobiliare di marchese e la presidenza della corte d'appello di Bologna.